# Quivale
Quivale ist eine Ortschaft im Departamento Chuquisaca im südamerikanischen Andenstaat Bolivien.

## Lage im Nahraum
Quivale liegt in der Provinz Jaime Zudáñez und ist die sechstgrößte Ortschaft im Municipio Mojocoya. Die Ortschaft liegt auf einer Höhe von 2428 m auf einer Hochfläche zwischen den Flüssen Río Zudáñez im Westen, dem Río Tomina im Osten und dem Río Grande im Norden. Quivale liegt im Quellbereich des Río Sihuincuilani, der über den Río Sehuencalla zum Río Mojocoya fließt, einem rechten Nebenfluss des Río Grande. Quivale ist Sitz der Bildungseinrichtung Unidad Educativa Hilarion Vides Choque.

## Geographie
Quivale liegt im Übergangsbereich zwischen der Anden-Gebirgskette der Cordillera Central und dem bolivianischen Tiefland. Die Region weist ein typisches Tageszeitenklima auf, bei dem die mittleren Temperaturschwankungen im Tagesverlauf stärker ausfallen als im Jahresverlauf.
Die Jahresdurchschnittstemperatur der Region liegt bei knapp 16 °C (siehe Klimadiagramm Redención Pampa) und schwankt nur unwesentlich zwischen gut 12 °C im Juli und gut 17 °C von November bis Januar. Der Jahresniederschlag beträgt knapp 600 mm, bei einer ausgeprägten Trockenzeit von Mai bis August mit Monatsniederschlägen unter 10 mm, und einer Feuchtzeit von Dezember bis Februar mit 100 bis 125 mm Monatsniederschlag.

## Verkehrsnetz
Quivale liegt in einer Entfernung von 221 Straßenkilometern nordöstlich von Sucre, der Hauptstadt des Departamentos.
Von Sucre aus führt die insgesamt 976 Kilometer lange Nationalstraße Ruta 6 in östlicher Richtung über Zudáñez nach Tomina und weiter ins bolivianische Tiefland zur Millionenstadt Santa Cruz. Dreizehn Kilometer hinter Zudáñez biegt eine unbefestigte Landstraße in nördlicher Richtung ab, erreicht nach 49 Kilometern Redención Pampa. Von dort aus folgt man nach Nordwesten der Straße Richtung Mojocoya, biegt nach viereinhalb Kilometern nach Norden ab und erreicht nach weiteren siebzehn Kilometern vorbei an San Lorenzo die Ortschaft Quivale.

## Bevölkerung
Die Einwohnerzahl der Ortschaft ist in dem Jahrzehnt zwischen den beiden letzten Volkszählungen leicht angestiegen:
| Jahr | Einwohner         | Quelle       |
| ---- | ----------------- | ------------ |
| 1992 | keine Detaildaten | Volkszählung |
| 2001 | 309               | Volkszählung |
| 2012 | 323               | Volkszählung |
| 2024 |                   | Volkszählung |

Die Region weist einen hohen Anteil an Quechua-Bevölkerung auf, im Municipio Mojocoya sprechen 95,9 Prozent der Bevölkerung Quechua.